# Thúy Vũ
Thúy Vũ là người dẫn chương trình và là phóng viên của truyền hình Mỹ, hiện đang cộng tác với kênh số 5 của hãng truyền hình CBS và từng đoạt giải thưởng Emmy của truyền hình Mỹ.
Thúy Vũ sinh ra ở Việt Nam và qua Hoa Kỳ định cư từ năm 1975. Cô tốt nghiệp với tấm bằng Danh dự khoa Hùng biện của Đại học U.C. Berkeley.
Năm 2005, cô gia nhập hệ thống phát thanh- truyền hình khổng lồ CBS. Trước đó cô đã từng làm việc tại các Đài KQED-FM, NPR, KPIX, KTVU-TV. Năm 2007, cô được trao tặng giải thưởng Emmy (mục "Best Newscast", chương trình tin tức hay nhất) và giải thưởng của Associated Press (mục "Best Anchor Team", đội phát thanh hay nhất) cho chương trình tường thuật trực tiếp một tai nạn tại Sở thú San Francisco. Sau đó, cô lại một lần nữa được giải Emmy cho chương trình kỷ niệm 30 năm chiến dịch Babylift  Lưu trữ ngày 2 tháng 1 năm 2010 tại Wayback Machine.
Đến nay, phóng viên Thúy Vũ đã giành được nhiều giải thưởng trong ngành Phát thanh và Truyền hình Mỹ, như giải Tác phẩm Nghiêm túc hay nhất (Best Serious Feature award) của Hiệp hội Báo chí Phát thanh và Truyền hình Mỹ (Associated Press Television and Radio Association); giải thưởng Nữ Phóng viên Mỹ xuất sắc nhất trong Ngành Phát thanh- Truyền hình (Best Reporter award from American Women in Radio and Television). Cô đã được trao tặng 2 giải thưởng Quốc gia của Hiệp hội nhà báo Người Mỹ gốc châu Á (Asian American Journalists Association), và giải thưởng Danh dự của Hiệp hội Giám đốc Tin tức các đài Phát thanh công chúng Mỹ (Public Radio News Directors Association).
Năm 2004, cô đã được độc giả của báo AsianWeek bầu chọn là phát thanh viên được yêu thích nhất. Tạp chí Focus của San Francisco (giờ đổi tên thành tạp chí San Francisco) đã bình chọn cô là một trong số những người tài năng nhất dưới 40 tuổi của vùng vịnh San Francisco.